# České pohádky (Jan Drda)
České pohádky je soubor dvanácti  pohádek, které napsal Jan Drda. Byly vydány poprvé v roce 1959. Obsahují ilustrace Josefa Lady.

## Pohádky
- O Matějovi a Magdalénce
- Dařbuján a Pandrhola
- Zapomenutý čert
- Český Honza
- Konec Skoupé Lhoty
- O princezně Jasněnce a ševci, který létal
- O princezně, která hádala, až prohádala
- Vodník v pivovaře
- O hloupé havířce
- Zlaté kapradí
- Jak Kuba parohatou princeznu léčil
- Jak šel Honza do Lenoráje